# Писаревская волость (Сумский уезд)
Писаревская волость — административно-территориальная единица Сумского уезда Харьковской губернии в составе Российской империи. Административный центр — село Писаревка.
В состав волости входило 714 дворов в 6-и поселениях 6-и сельских общин:
- Писаревка — бывший собственническое село у реки Олешня за 21 версту от уездного города, 1599 человек, 219 дворов, православная церковь, школа, постоялый двор, лавка, 3 ярмарки, свеклосахарный завод.
- Алексеевка — бывший собственническое село у реки Снагость , 1746 человек, 238 дворов, православная церковь, школа, 3 лавки.
- Андреевка — бывший собственническое село, 772 лица, 107 дворов.
- Корчаковка — бывший собственническое село, 664 человека, 70 дворов.
- Новая Сечь — бывший собственническое село, 1047 человек, 130 дворов, лавка.

Всего в волости проживало 2777 человек мужского пола и 2809 — женского. Крупнейшие поселения волости по состоянию на 1914 год:
- село Писаревка — 1551 житель;
- село Алексеевка — 1561 житель;
- село Новая Сечь — 1292 жителей.

Старшиной волости являлся Тимофей Тимофеевич Коваленко, волостным писарем был Дмитрий Павлович Глодин, председателем волостного суда — Николай Григорьевич Ткаченко.